# Dawit Garedża
Dawit Garedża (gruz. დავითგარეჯა; azer. Keşiş dağ) – kompleks monastyrów (Gruzińskiego Kościoła Prawosławnego) położonych w Kachetii we wschodniej Gruzji, na półpustynnych stokach góry Garedża. Część kompleksu znajduje się w rejonie Ağstafa, na terenie Azerbejdżanu, dlatego też Dawit Garedża jest tematem sporu między władzami gruzińskimi i azerskimi.

## Historia
Kompleks kościelny został założony w VI w. przez jednego z trzynastu syryjskich mnichów, którzy przybyli w tamten region. Jeden z mnichów Dawid osiedlił się w naturalnej jaskini w Górze Garedża, w późniejszym czasie wybudował pierwszy monastyr – Lawra. Uczniowie Dawida: Dodo i Lukiane założyli następne dwa monastyry: Rka i Natlismcemeli.

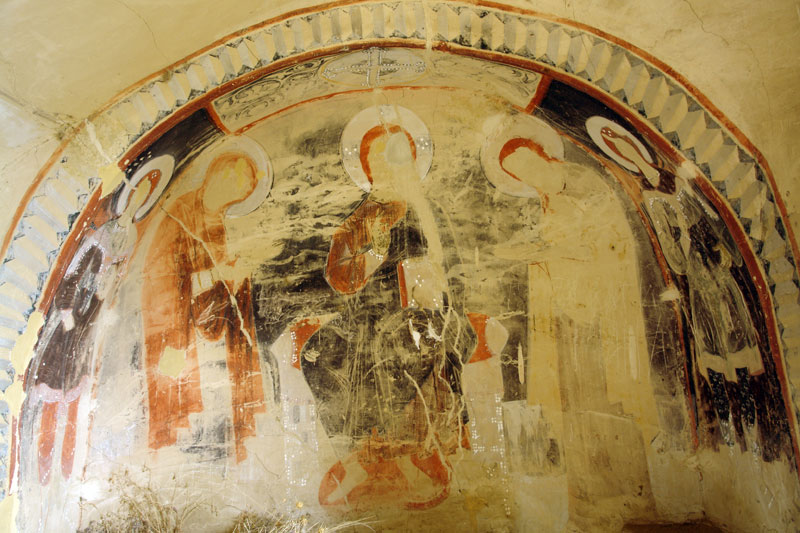
Freski w monastyrze

Do rozwoju kompleksu przyczynił się Ilarion Kartweli (wpływowa osoba publiczna z IX w. Gruzji). Wtedy wielu znaczących mnichów przeprowadziło się do Dawit Garedża. Jednym z nich był syn króla Gruzji Dawida IV Budowniczego (1089-1125) – Dymitr I, autor słynnej pieśni religijnej Szen Char Wenachi, która przetrwała do dziś w niezmienionej formie i uważana jest za jedno z dzieł gruzińskiej sztuki śpiewanej.
W XI w. kompleks został najechany przez Turków Seldżuckich, zahamowało to rozwój klasztoru na pewien czas.
Na wieki XI-XIII przypada największy rozwój gospodarczy i kulturalny. Dawit Garedża osiągnęło wtedy swoją największą świetność. Zostały zbudowane nowe klasztory Udabno, Bertubani i Cziczchituri, stare zostały powiększone i zmodernizowane: wybudowano nowe cele, refektarz oraz kaplicę. W skale wykuto kanały i zbiorniki służące do gromadzenia wody. „Łzy Dawida” – jedyne źródło, dzięki któremu pierwsi pustelnicy gasili pragnienie, stało się relikwią. W klasztorze Udabno założona została szkoła malarska. Osobliwość fresków Dawit Garedża objawia się nowymi interpretacjami tematyki religijnej, w zerwaniu ze schematami szkoły bizantyjskiej. Wysoki poziom artystyczny fresków uczynił z nich ważny składnik światowego dziedzictwa. Freski wykonane były w wielu klasztorach kompleksu i przedstawiają: Dawida Budowniczego w Natlismcemeli, królową Tamarę i jej syna króla Giorgiego Laszę w Bertubani, a także portrety Dymitriego I oraz obrazy przedstawiające budowniczych klasztoru w Udabno. W XII w. gdy ojcem przełożony monastyru został Onopre Garedżeli, stał się on ważnym centrum kulturowym i edukacyjnym wschodniej Gruzji.

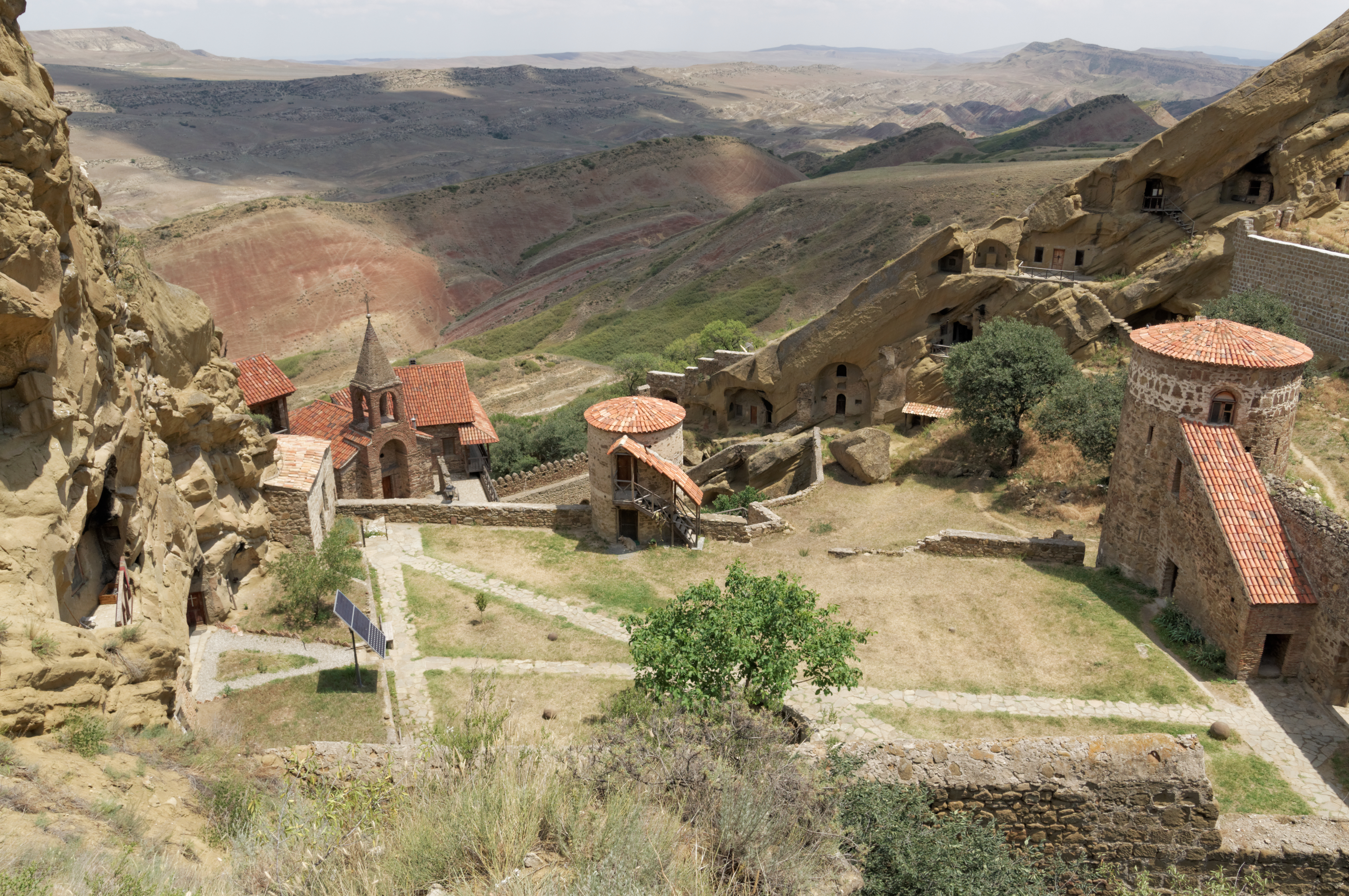
Dawit Garedża

W XIII w. monastyr cierpiał z powodu ataków Mongołów. Kompleks został zrabowany, zniszczony a manuskrypty spalone. Odbudowa Dawit Garedża odbywała się powoli z powodu rozbicia kraju i władzy okupanta. Na przełomie XIV i XV w. wojska Timura najechały kraj siejąc zniszczenie. Inwazja ta miała ogromny wpływ na życie w Garedżi.
W 1615 wojska perskie pod dowództwem Abbasa I Wielkiego wybiły zakonników oraz podpaliły unikalne manuskrypty i dzieła sztuki.
Pod koniec XVII w. król Teimuraz oraz król Arczil próbowali ożywić mnisze życie w Garedża. Udało się to osiągnąć jedynie dzięki pomocy Onopre Maczutadze, wyznaczonego na ojca przełożonego kompleksu w 1690. Jednak częste ataki najeźdźców oraz powstanie nowych religii i świeckich szkół w XIX w. w wielu gruzińskich miastach, znacznie utrudniło rozwój kompleksu Dawit Garedża. Od 1811 do 1917 monastyr był niezamieszkany oraz pozostał pusty od 1921 do 1991. W sierpniu 2007 w monasterze przebywało 9 mnichów.
Co roku na terenie kompleksu organizowany jest festiwal ludowy „Garedżoba” gromadzący sporą publiczność.
W 2007 roku kompleks został wpisany na gruzińską listę informacyjną UNESCO – listę obiektów, które Gruzja zamierza rozpatrzyć do zgłoszenia do wpisu na listę światowego dziedzictwa UNESCO. 

## Spór o Dawit Garedża

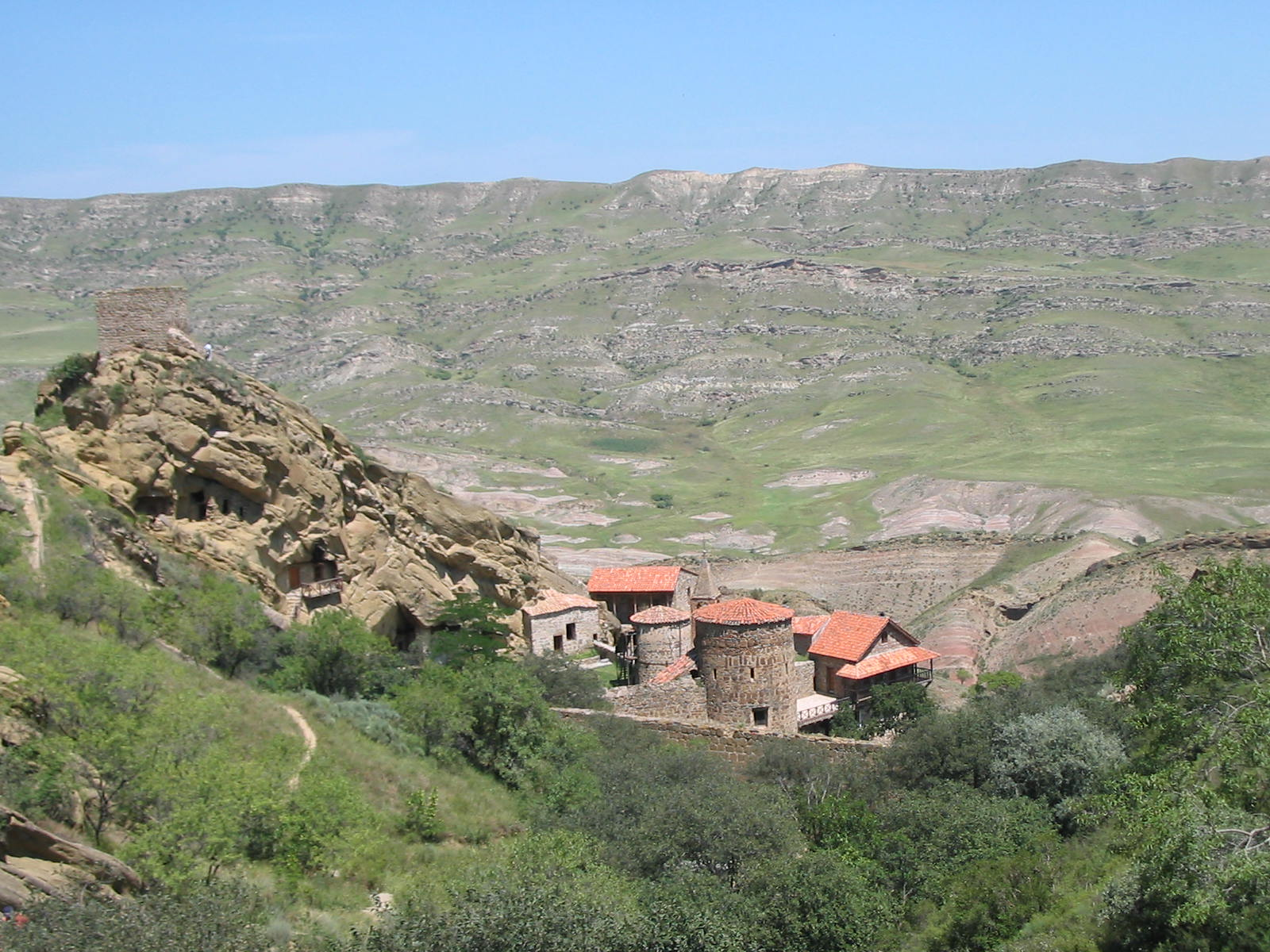
Dawit Garedża, widok z okolic źródła „Łzy Dawida”

Ponieważ kompleks monastyrów częściowo znajduje się na terenie Azerbejdżanu, to stał się on tematem sporu granicznego, toczącego się między dwoma państwami od 1991.

Gruzińscy mnisi uważają spór za „radziecką intrygę, mającą na celu skłócenie chrześcijańskich Gruzinów i muzułmańskich Azerów”.
Giorgi Mandżgaladze, minister spraw zagranicznych Gruzji, stwierdził, że Gruzja byłaby skłonna do wymienienia innego terytorium na resztę Dawit Garedża z powodu jego historycznego i kulturowego znaczenia dla Gruzinów. Baku jest przeciwne tej zamianie, gdyż tereny Dawit Garedża są ważne pod względem militarnym dla Azerbejdżanu.
W ostatnich komentarzach azerscy urzędnicy potwierdzili, że Azerbejdżan „jest otwarty na rozmowy z Gruzją w sprawie zwrotu kompleksu”. Jednakże propozycja rządu Azerbejdżanu, zgodnie z którą kompleks miał być podzielony na strefy turystyczne, wywołała oburzenie wśród Gruzinów.